# The Factory
The Factory (ang. fabryka) – nieistniejące atelier założone przez Andy’ego Warhola w Nowym Jorku, które miało cztery lokalizacje w latach 1963–1987. Studio The Factory zasłynęło z imprez w latach 60. XX wieku. Było to modne miejsce spotkań artystów, muzyków, celebrytów i supergwiazd Warhola. Oryginalne The Factory było często nazywana  Silver Factory (Fabryką Srebra). W studiu pod kierunkiem Warhola pracownicy wykonywali sitodruki i litografie.
Do przyjaciół Warhola i „supergwiazd” związanych z The Factory należeli m.in.:

- George Abagnalo
- Jean-Michel Basquiat
- David Bowie
- William S. Burroughs
- Joe Dallesandro
- Bobby Driscoll
- Jerry Hall
- Halston
- Keith Haring
- Debbie Harry
- Bianca Jagger
- Mick Jagger
- Miro Bartonik
- Brian Jones
- Grace Jones
- Udo Kier
- Liza Minnelli
- Nico
- Ondine
- Anita Pallenberg
- Lou Reed
- John Cale
- Rene Ricard
- Keith Richards
- Edie Sedgwick
- Ultra Violet
- The Velvet Underground
- Louis Waldon
- Mary Woronov